# Liste der Monuments historiques in Issou
Die Liste der Monuments historiques in Issou führt die Monuments historiques in der französischen Gemeinde Issou auf.

## Liste der Objekte
| Bezeichnung | Beschreibung | Standort                       | Kennzeichnung | Schutzstatus | Datum | Bild |
| ----------- | ------------ | ------------------------------ | ------------- | ------------ | ----- | ---- |
| Gedenktafel | Marmor, 1776 | in der Kirche St-Martin (Lage) | PM78000231    | Classé       | 1950  |      |